# Esqui alpino nos Jogos Paralímpicos de Inverno de 2014 - Super combinado feminino
A prova de super combinado feminino do esqui alpino nos Jogos Paralímpicos de Inverno de 2014 foi realizada no Centro de Esqui Alpino Rosa Khutor, na Clareira Vermelha, em 14 de março de 2014.

## Medalhistas
|        | Atletas sentadas       | Atletas em pé        | Deficientes visuais                             |
| ------ | ---------------------- | -------------------- | ----------------------------------------------- |
| Ouro   | GER Anna Schaffelhuber | FRA Marie Bochet     | RUS Aleksandra Frantceva / Pavel Zabotin (guia) |
| Prata  | GER Anna-Lena Forster  | GER Andrea Rothfuss  | GBR Jade Etherington / Caroline Powell (guia)   |
| Bronze | nenhuma                | USA Stephanie Jallen | RUS Danelle Umstead / Robert Umstead (guia)     |

## Resultados

### Atletas sentadas
Como apenas duas atletas completaram a prova a medalha de bronze não foi entregue nesta categoria.
| Pos.             | Bib | Atleta                 | Slalom  | Pos. | Super-G | Pos. | Total   | Diferença |
| ---------------- | --- | ---------------------- | ------- | ---- | ------- | ---- | ------- | --------- |
| Medalha de ouro  | 22  | GER Anna Schaffelhuber | 1:00.73 | 1    | 1:32.57 | 1    | 2:33.30 | —         |
| Medalha de prata | 25  | GER Anna-Lena Forster  | 1:01.04 | 2    | 1:37.92 | 2    | 2:38.96 | +5.66     |
|                  | 24  | USA Laurie Stephens    | 1:08.41 | 4    | DNS     | —    | —       | —         |
|                  | 23  | AUT Claudia Loesch     | 1:05.12 | 3    | DNF     | —    | —       | —         |
|                  | 26  | GBR Anna Turney        | 1:19.85 | 5    | DNF     | —    | —       | —         |

### Atletas em pé
| Pos.              | Bib | Atleta                   | Slalom  | Pos. | Super-G | Pos. | Total   | Diferença |
| ----------------- | --- | ------------------------ | ------- | ---- | ------- | ---- | ------- | --------- |
| Medalha de ouro   | 8   | FRA Marie Bochet         | 53.48   | 1    | 1:24.91 | 1    | 2:18.39 | —         |
| Medalha de prata  | 12  | GER Andrea Rothfuss      | 55.86   | 2    | 1:26.88 | 3    | 2:22.74 | +4.35     |
| Medalha de bronze | 17  | USA Stephanie Jallen     | 57.98   | 3    | 1:25.15 | 2    | 2:23.13 | +4.75     |
| 4                 | 7   | USA Allison Jones        | 1:01.35 | 5    | 1:28.15 | 4    | 2:29.50 | +11.11    |
| 5                 | 9   | RUS Inga Medvedeva       | 1:00.86 | 4    | 1:29.06 | 5    | 2:29.92 | +11.53    |
| 6                 | 11  | SVK Petra Smarzova       | 1:01.55 | 6    | 1:37.85 | 7    | 2:39.40 | +21.01    |
| 7                 | 20  | CAN Erin Latimer         | 1:07.18 | 8    | 1:34.67 | 6    | 2"41.85 | +23.46    |
|                   | 16  | CAN Alexandra Starker    | 1:06.59 | 7    | DNS     | —    | —       | —         |
|                   | 13  | ITA Melania Corradini    | DNS     | —    | —       | —    | —       | —         |
|                   | 19  | CAN Alana Ramsey         | DNS     | —    | —       | —    | —       | —         |
|                   | 10  | NED Anna Jochemsen       | DNF     | —    | —       | —    | —       | —         |
|                   | 14  | RUS Mariia Papulova      | DNF     | —    | —       | —    | —       | —         |
|                   | 18  | USA Melanie Schwartz     | DNF     | —    | —       | —    | —       | —         |
|                   | 15  | FRA Solène Jambaqué      | DSQ     | —    | —       | —    | —       | —         |
|                   | 21  | ESP Ursula Pueyo Marimon | DSQ     | —    | —       | —    | —       | —         |

### Deficientes visuais
| Pos.              | Bib | Atleta                                    | País               | Slalom  | Pos. | Super-G | Pos. | Total   | Diferença |
| ----------------- | --- | ----------------------------------------- | ------------------ | ------- | ---- | ------- | ---- | ------- | --------- |
| Medalha de ouro   | 2   | Aleksandra Frantceva Guia: Pavel Zabotin  | RUS Rússia         | 58.68   | 1    | 1:29.07 | 2    | 2:27.75 | —         |
| Medalha de prata  | 6   | Jade Etherington Guia: Caroline Powell    | GBR Grã-Bretanha   | 1:01.80 | 2    | 1:26.58 | 1    | 2:28.38 | +0.63     |
| Medalha de bronze | 5   | Danelle Umstead Guia: Robert Umstead      | USA Estados Unidos | 1:08.48 | 3    | 1:33.61 | 3    | 2:42.09 | +14.34    |
|                   | 3   | Kelly Gallagher Guia: Charlotte Evans     | GBR Grã-Bretanha   | DNF     | —    | —       | —    | —       | —         |
|                   | 1   | Henrieta Farkasova Guia: Natalia Subrtova | SVK Eslováquia     | DSQ     | —    | —       | —    | —       | —         |
|                   | 4   | Melissa Perrine Guia: Andrew Bor          | AUS Austrália      | DSQ     | —    | —       | —    | —       | —         |

Legenda
| Recorde mundial      | Recorde mundial (World record)               |                       | Recorde africano                      | Recorde africano (African) |                                           | Q | Classificado por posição (Qualified) |
| Recorde olímpico     | Recorde olímpico (Olympic record)            | Recorde da América    | Recorde da América (Americas)         | q                          | Classificado por melhor tempo (Qualified) |   |                                      |
| Melhor marca do ano  | Melhor marca do ano (World leading)          | Recorde asiático      | Recorde asiático (Asian)              | DNS                        | Não largou (Did not start)                |   |                                      |
| Recorde nacional     | Recorde nacional (National record)           | Recorde europeu       | Recorde europeu (European)            | DNF                        | Não terminou (Did not finish)             |   |                                      |
| Recorde pessoal      | Recorde pessoal do atleta (Personal best)    | Recorde da Oceania    | Recorde da Oceania (Oceania)          | DSQ / DQ                   | Desclassificado (Disqualified)            |   |                                      |
| Recorde da temporada | Recorde da temporada do atleta (Season best) | Recorde sul-americano | Recorde sul-americano (South America) | NM                         | Sem marca (No mark)                       |   |                                      |